# 官話
官話（かんわ）は、中国語の方言区分の一つ。名称は公用語の意であり、古くから中国の政治・経済・文化の中心がこの方言の使用地域にあり、政官界で使われたことに由来する。白話小説に用いられ、近現代における標準中国語である国語、普通話、華語の基礎となった。官話方言、北方方言、北方話などとも呼ばれる。使用地域は南方地域にまで及ぶため、「北」とすることに異議が唱えられることもある。欧米ではマンダリン（Mandarin）と呼ばれる。

## 地域

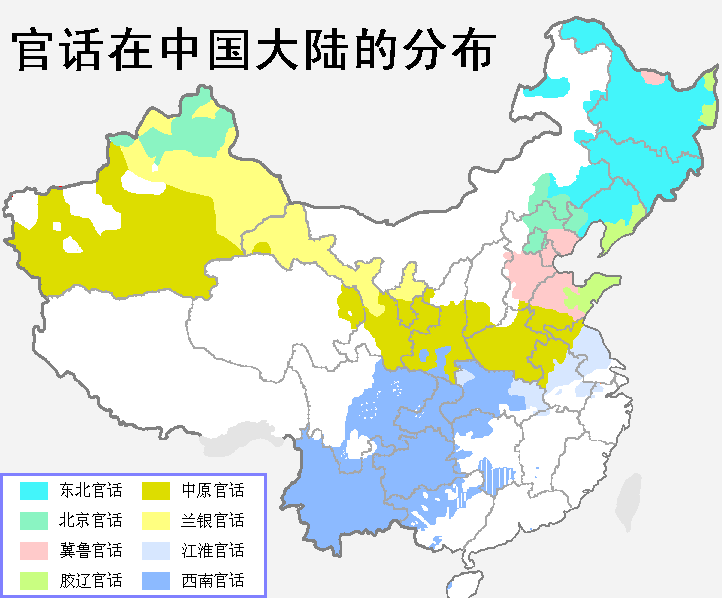
中華人民共和国における官話方言と下位方言の分布図

官話方言の代表は、北京語・天津語・東北語・西安語・成都語・南京語・揚州語などである。中国の東北・華北・西南・江淮一帯の広い範囲に及んでおり、その使用率は漢民族人口の73%を占める。ただし、山西省を中心に話され、太原語を代表とする晋方言（晋語）は独立した大方言区とすべきであるとの意見がある。下位方言の江淮方言（下江官話）については呉方言に含めるべきであるとの意見もある。これは他の官話方言では消滅した入声（音節末子音が閉鎖音のもの）があるためである。
官話はさらに4大下位方言に区分される。
1. 華北東北方言（北京官話、東北官話、冀魯官話、膠遼官話）- 北京・天津・黒竜江省・吉林省・遼寧省・河北省・河南省・山東省と内蒙古の一部。
2. 西北方言（中原官話、蘭銀官話） - 陝西省・甘粛省の全域と山西省・青海省・寧夏・内蒙古の一部および中央アジアのドンガン人居住区。
3. 西南方言（西南官話） - 重慶・四川省・雲南省・貴州省、湖北省の大部分、広西省西北部、湖南省西北部。
4. 江淮方言（江淮官話） - 安徽省・江蘇省の長江以北の地域（ただし、徐州・蚌埠は除く）、江蘇省の鎮江以西から江西省九江以東にいたるまでの長江南岸地域。

## 歴史

### 共通語
中国の歴代王朝においては、古くから政治的に共通語が設けられていたと考えられている。周代が使っていた共通語は「雅言」と呼ばれていて、漢代にも受け継がれてあるいは「通語」と称されている、「通」は共通語とし、広く通用する意味。
官話と呼ばれるのは、17世紀、華南に渡来した宣教師が、土着の言語のほかに官署で話されている公用語があることに気付き、これを官僚（マンダリン Mandarin）の言語と呼んだことに由来する。当時、規範となったのは南京の音に基づく南京官話であった。清代は北京が首都であったため、官話の中心は徐々に北京音を基にした北京官話へと移っていった。清代の官話政策は、雍正期に提議され、福建省には「正音書院」と呼ばれる官話の音を学ぶ書院が設けられ、広東省には民間の粤秀書院などを支援して官話教育を担わせた。教科書として『正音摂要』『正音咀華』などがつくられている。
辛亥革命による中華民国成立と前後して、官話は国語と改められた。国語運動・白話文運動がおこり、北京語音を標準とすることが定められるなど、現代標準中国語の規範が整っていった。中華人民共和国は、北京語音、北方方言＝官話方言の語彙、現代白話文の文法を標準とする「普通話」を共通語とし、その普及を図る政策を進めている。

### 満洲語の流入
清朝の約300年の支配の間に育まれた北京官話には、支配民族である満洲民族の言語・満洲語の語彙が幾つか含まれている。これらは主に宮廷で使用されたものであるが、「帥（洒脱である）」などは現在も一般に普及している。
普通話ではこれら満洲語の語彙は排除されている。この点ではオスマン帝国のオスマン語とトルコ語の関係と似ている。

### 方言・言語
官話は上記のように本来は官僚の共通語の意味であるが、現在は方言名・言語名として使われることがある。この場合、「〜方言」という代わりに「〜官話」ということがある。

## 音韻

### 声母

#### 南北の差異
- 歯擦音 - 大部分の南方官話（西南官話と江淮官話の併称）に歯茎音s, ts, tsʰとそり舌音ʂ, ʐ, ʈʂ, ʈʂʰの区別が存在しないが、北方官話（西南官話と江淮官話以外の官話、各意味の北方話）に存在する。

### 韻母

#### 南北の差異
- 鼻韻母 - 西南官話以外、[m]はなく、[n]に合流している。北方官話に[n]と[ŋ]の区別はあるが、南方官話に区別しない。

### 声調

#### 南北の差異
- 入声 - およそ半数以上の南方官話には残る。
- 声調 - 一般的に四つであるが、三つや五つの地域もある。

## 参照項目
- 南京官話
- 明清官話
- 東北官話
- 北京官話
- 中原官話
- 冀魯官話
- 膠遼官話
- 西南官話